# Jacques d’Allonville de Louville
Jacques d’Allonville de Louville (ur. 14 lipca 1671 na zamku Louville-la-Chenard, zm. 10 września 1732 w Saint-Jean-de-Braye) – francuski oficer, matematyk i astronom.

## Życiorys

### Królewski oficer
Jacques d’Allonville de Louville był synem Jacques’a Allonville Louville’a (1628–1707) i Marie Charlotte Vaultier Moyencourt (1646–1704). Od początku był przeznaczony do stanu duchownego. Los sprawił, że plany rodziców spełniły się tylko częściowo – Jacques d’Allonville Louville został rycerzem zakonu maltańskiego. Legenda rozpowszechniana przez Fontenella głosi, że zainteresował się nauką jeszcze jako niemowlę, przewracając się na podręczniku geometrii Euklidesa.
W 1692 r. służył w marynarce podczas bitwy pod La Houge. Ok. 1700 r. przeszedł do służby lądowej w stopniu kapitana. W Hiszpanii przyłączył się do formacji, w której służył jego brat Charles Auguste d’Allonville de Louville po stronie Filipa V Hiszpańskiego. Został brygadierem, lecz wkrótce popadł w konflikt z bratem. Opuścił dotychczasowy oddział i wraz z innym trafił do północnej Francji, gdzie wziął udział w bitwie pod Oudenaarde. 11 lipca 1708 r. trafił tam na dwa lata do holenderskiej niewoli. Po uwolnieniu w wyniku wymiany jeńców, przez następne lata służył w królewskim 6. pułku dragonów. Po podpisaniu pokojowego traktatu w Utrechcie zakończył karierę wojskową i opuścił armię w stopniu pułkownika z wysługą 4000 liwrów od Ludwika XIV.

### Astronom
Jako cywil Jacques d’Allonville de Louville zajął się matematyką i astronomią – astronomia, w związku z potrzebą określania miejsca położenia oraz wyznaczania świąt ruchomych, była ważnym przedmiotem zarówno w szkołach wojskowych jak i duchownych. Najpierw, w 1714 r. pojechał do Marsylii, aby dokładnie określić wysokość bieguna (punkt przebicia przez oś świata sfery niebieskiej) i porównać położenie Marsylii z wynikiem uzyskanym przez Pyteasza 2000 lat wcześniej. Już jako członek Francuskiej Akademii Nauk w 1715 r. udał się do Londynu, aby obserwować całkowite zaćmienie słońca. Tu zostaje członkiem Królewskiej Akademii Nauk w Londynie.
W 1717 r. kupuje domek na wsi w pobliżu Orleanu (w Carre). Na miejscu organizuje sobie obserwatorium astronomiczne. Posiadał lunetę obserwacyjną o ogniskowej 7 stóp, długości 30 stóp umieszczoną na podwyższeniu o wysokości 35 stóp. Przy jej pomocy z użyciem tak zwanej camera obscura obserwował zaćmienie Słońca w dniu 22 maja 1724 r. Rzucane cienie mierzył nitkami na papierze z wyrysowanymi koncentrycznymi pierścieniami. 
Obserwatorium astronomiczne w Paryżu przechowuje kilka sprawozdań z obserwacji i obliczeń dokonanych przez Louville’a. Pracował nad obliczeniem średnicy Słońca, przy czym w obliczeniach wykorzystywał pomiary uzyskane podczas zaćmienia. Wielokrotnie mierzył nachylenie ekliptyki w stosunku do płaszczyzny równika niebieskiego. Zachowały się wyniki z lat 1714, 1716, 1721. W 1720 r. przeliczył dane dotyczące Słońca, w 1724 r. podał nową metodę obliczania zaćmień. Napisał ponadto:
- Remarques sur la question des forces vives, 1721–1728
- Articles contre les opinions du P. Castel, jésuite, dans Mercure de France 1720
- Eclaircissement sur une difficulté proposée aux mathématiciens
- Eclaircissement sur une difficulté de statique proposée à l'Académie

Na pamiątkę jego działalności jeden z kraterów na Księżycu nazwano Louville.